# Избори за председника Аустрије 1992.
Избори за председника Аустрије 1992. су били девети председнички избори у историји Аустрије који су одржани 26. априла 1992. Тадашњи председник Курт Валдхајм није хтео поново да се кандидује, јер није добио дозволу од међународне организације због своје нацистичке прошлости.
За изборе су се кандидовала четири кандидата која су бирана у два изборна круга, пошто у првом кругу ниједан кандидат није освојио довољан број гласова за победу. Најјача партија у то време Социјалдемократска партија Аустрије је као кандидата предложила Рудолфа Штрајхера, тадашњег министра саобраћаја, док је Аустријска народна странка предложила дипломату Томаса Клестила. У првом изборном кругу највише гласова је освојио Штрајхер. Међутим, победу у другом кругу, који је одржан 24. маја 1992, и нови председник Аустрије је постао Томас Клестил, који је у другом кругу добио подршку лидера FPÖ-а Јерга Хајдера.

## Изборни резултати
Резултати председничких избора у Аустрији 1992.
| Укупно важећих гласова                                    | Укупно важећих гласова                 | 4.645.177 | 100   |
| Неважећих гласова                                         | Неважећих гласова                      | 143.717   | 3,0   |
| Други изборни круг 24. мај 1992.                          |                                        |           |       |
| Кандидат                                                  | Партија                                | Гласова   | %     |
| Томас Клестил                                             | Аустријска народна странка ()          | 2.528.006 | 56,90 |
| Рудолф Штрајхер                                           | Социјалдемократска партија Аустрије () | 1.915.380 | 43,10 |
| Укупно важећих гласова                                    | Укупно важећих гласова                 | 4.443.386 | 100   |
| Неважећих гласова                                         | Неважећих гласова                      | 149.546   | 3,3   |
| Извор: Резултати председничких избора у Аустрији од 1951. |                                        |           |       |

- Од 5.676.903 регистованих гласача у првом кругу на изборе је изашло 84,36%
- Од 5.676.903 регистованих гласача у другом кругу на изборе је изашло 80,91%

## Последице избора
Томас Клестил је постао 10. председник Аустрије у историји и 7. који је изабран на слободним, демократским изборима. Клестил је ту функцију обављао до своје смрти 6. јула 2004, пошто је победио и на изборима одржаним 1998. године.